# Seznam českých šlechtických rodů, N
Tento seznam obsahuje výčet šlechtických rodů, které byly v minulosti spjaty s Českým královstvím Podmínkou uvedení je držba majetku, která byla v minulosti jedním z hlavních atributů šlechty, případně, zejména u šlechty novodobé, jejich služby ve státní správě na území Českého království či podnikatelské aktivity. Platí rovněž, že u šlechty, která nedržela konkrétní nemovitý majetek, jsou uvedeny celé rody, tj. rodiny, které na daném území žily alespoň po dvě generace, nejsou tudíž zahrnuti a počítáni za domácí šlechtu jednotlivci, kteří zde vykonávali pouze určité funkce (politické, vojenské apod.) po přechodnou či krátkou dobu. Nejsou rovněž zahrnuti církevní hodnostáři z řad šlechty, kteří pocházeli ze šlechtických rodů z jiných zemí.

## N
- Nádherní z Borutína[1]
- z Náchoda
- Náchodští z Neudorfu
- Nebílovští z Drahobuze
- Nekšové z Landeka
- Něnkovští z Medonos[2]
- Netoličtí z Eisenberka
- Netoličtí z Turova
- z Neuberka
- Nimptschové
- Nosticové